# Vila Titania
Vila Titania, původním názvem vila Direktor Roubitschek, stojí v Karlových Varech ve čtvrti Westend v ulici Krále Jiřího 1264/11. Stavba byla realizována v letech 1925–1926 podle plánů upravených architektem Karlem Ernstbergerem.

## Historie

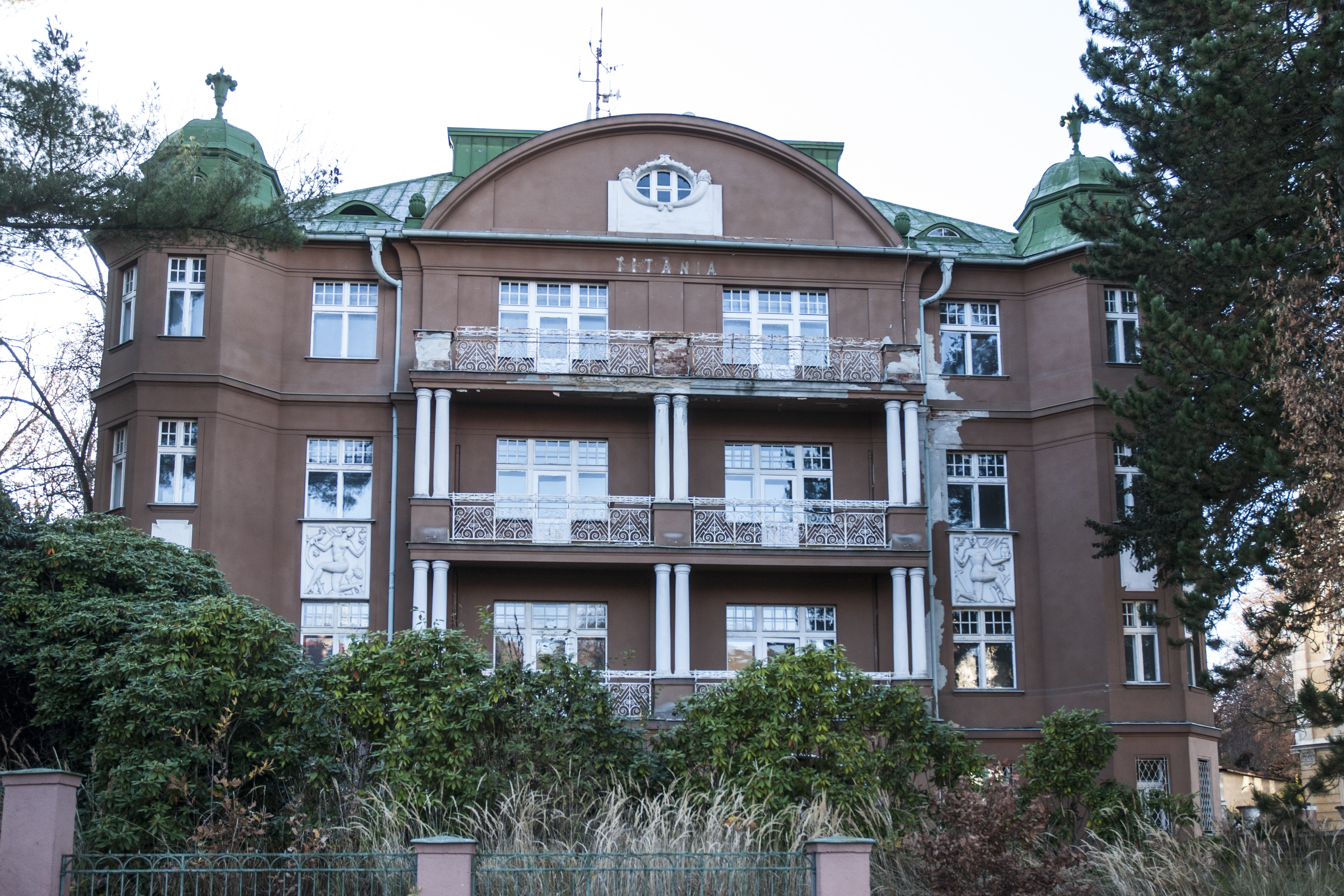
Průčelí vily Titania, foto listopad 2020

Vila byla postavena pro ředitele Hermanna Roubitschka. První návrh vypracoval v září 1924 architekt Rudolf Wels, v dubnu 1925 však plány upravil architekt Karl Ernstberger. Ty byly 20. května a 4. června 1925 úředně schváleny. Podle těchto plánů pak probíhala stavba, kterou v letech 1925–1926 provedla firma Kubíček a Baier. Vila tehdy, s názvem Direktor Roubitschek, sloužila k bydlení ředitele Roubitschka a jeho rodiny, ale i jako penzion pro ubytování lázeňských hostů.
Hermann a Ottilie Roubitschkovi vlastnili vilu do začátku roku 1935. V témže roce pak nový vlastník změnil její jméno na Titania. Po druhé světové válce v důsledku zestátnění soukromého majetku se vila stala obytným domem. V padesátých letech 20. století zde bydleli lékaři karlovarské nemocnice.
Vilu též využívalo pro diplomatický servis ministerstvo zahraničí.
V osmdesátých letech 20. století došlo ke změně z bytového domu na ubytovací zařízení.
V roce 1999 byl objekt celkovou rekonstrukcí přebudován na hotel s kapacitou 37 lůžek.
Roku 2016 nabídlo město Karlovy Vary, tehdy již vlastník objektu, vilu i s pozemky ke koupi formou licitace. Znalecký posudek zněl na částku 26 milionů korun a po navyšování po sto tisících byl objekt prodán za 28,5 milionu korun.
V současnosti (únor 2021) je dům evidován jako objekt k bydlení v majetku společnosti Lobby Vary s. r. o.

## Popis
Velká čtyřpodlažní vila se nachází ve čtvrti Westend v ulici Krále Jiřího 11, č. p. 1264. Je příkladem lázeňského penzionu určeného k pronajímání lázeňským hostům. Jsou zde použity stavební styly baroko a klasicismus, ale i prvky art deco. Výrazná část je zejména dvoupodlažní lodžie středního rizalitu nesená toskánskými sloupy. Rizalit je ukončené štítem s vlysem dvou rohů hojnosti, které na spodním okraji lemují menší elipsovité okno. Po obou stranách v nárožích stojí masivní věže zakončené mansardovými báněmi s dekorativními vázami. Typická pro klasické lázeňské pensiony byla vnitřní trojtraktová dispozice – střední koridorové chodba a na ní navazující místnosti, a centrálně umístěná obytná hala. Vstup do objektu je řešen předsazeným schodištěm do zvýšeného přízemí. Na pilířkách schodiště jsou osazeny dekorativní vázy. Na obou stranách samotného vstupu stojí iónské sloupy nesoucí jednoduché kladí.
Při dekoraci fasád a interiérů spolupracoval Karl Ernstberger s místními umělci – sochaři Wilhelmem Srb-Schlossbauerem a Willy Russem.

### Původní interiér
Za vstupním vestibulem se nacházela vstupní síň a bylo zde i schodiště do patra. Ze vstupní síně se vcházelo do centrálního prostoru objektu – obytné haly s krbem, a také do dalších aditivně řazeních místností. Na vstupní halu navazovala kuchyň s menším pokojem pro služku (kuchařku) a velká rohová jídelna s volným arkýřem. Na jídelnu byl pak napojen pánský pokoj, dále obytný pokoj a ve druhém nároží ložnice opět s volným arkýřem. Přes chodbu byly umístěny dětské pokoje a na konci chodby koupelna s toaletou. U kuchyně se nacházela ještě druhá, provozní toaleta, přístupná ze vstupní síně. První i druhé patro pak tuto základní dispozici opakovalo se záměrem pronajímání celého podlaží lázeňským hostům. V suterénu byl kromě skladu a prádelny byt domovníka. V podkroví se nacházel pokoj pro personál.